# Protheodes veprecola
Protheodes veprecola là một loài bướm đêm trong họ Noctuidae.